# Agrotis costata
Agrotis costata là một loài bướm đêm trong họ Noctuidae.